# Dysphania semifracta
Dysphania semifracta là một loài bướm đêm trong họ Geometridae.